# Турфанская водная система
Турфанская водная система (местное название karez, уйг. كارىز‎, USY: кариз) — оросительная система в Турфанской впадине (Синьцзян, Китай). Представляет собой совокупность горизонтальных тоннелей и вертикальных колодцев, используется для сбора воды. В Турфане есть Турфанская Водный Музей посвящённый водной системе.
Система имела важное значение для развития Турфана как оазиса на древнем Шелковом пути, обеспечивала процветание города. Протяжённость кяризов Турфана — около 2500 км.

## Описание

Система водоснабжения кяриз

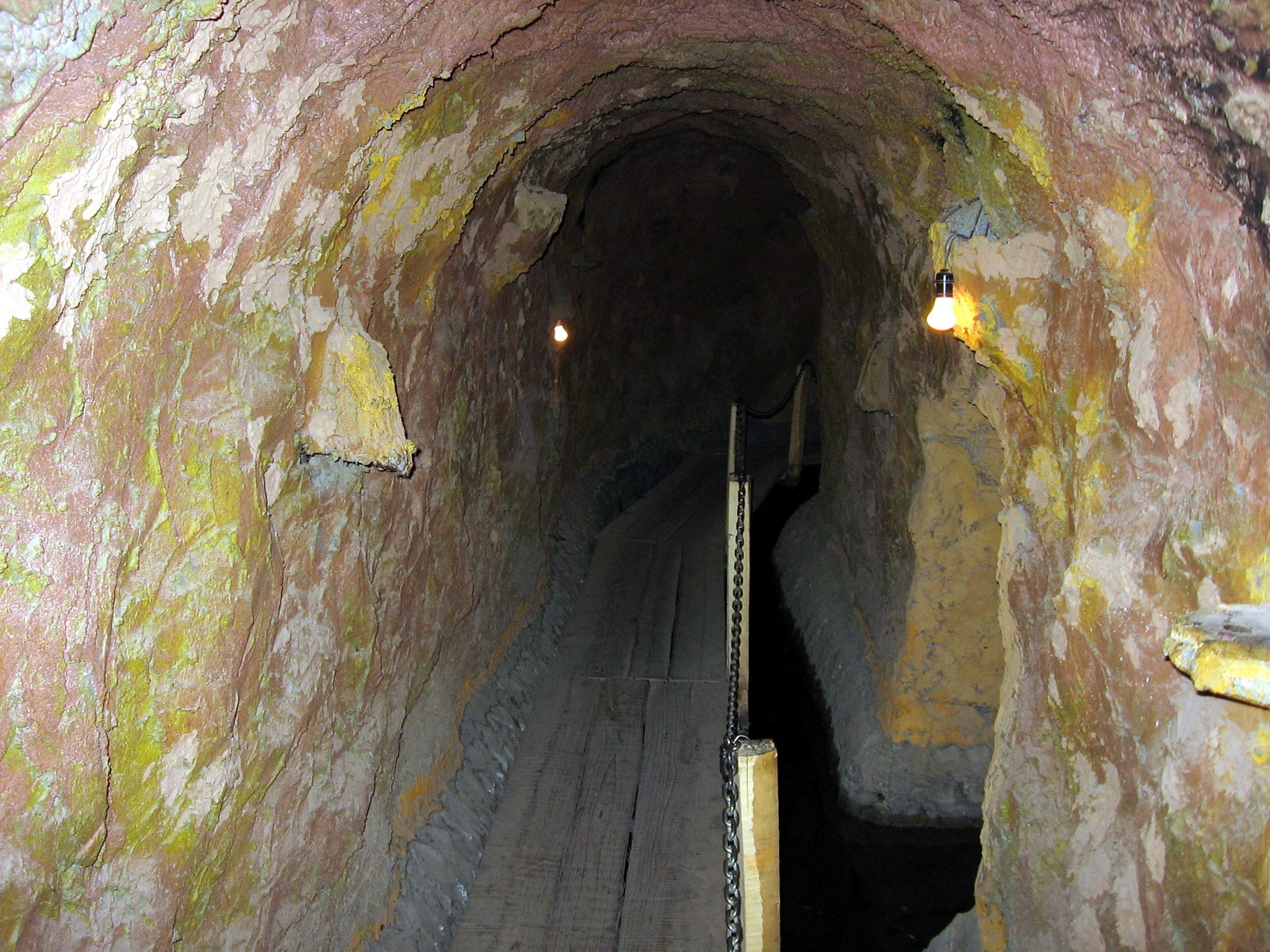
Кяриз около Турфана, Синьцзян, Китай

Система водоснабжения Турфана состоит из серии вертикальных колодцев, соединенных горизонтальными подземными водными каналами, собирающими воду с Тянь-Шаня. Каналы направляют воду в долину, используя перепад высот.
Система включает в себя колодцы, плотины и подземные каналы, построенные для хранения воды и контроля потока воды. Утверждается, что система орошения, состоящая из связанных между собой скважин, была изобретена в Иране. Как исторические, так и археологические исследования убедительно указывают на то, что эта технология пришла из более западных регионов вместе с местными инновациями.
В Синьцзяне наибольшее количество водяных скважин находится в Турфанской впадине. Там насчитывается более 1100 водяных скважин и каналов. Местная география делает использование системы практичным для сельскохозяйственного орошения и других целей.

## Важность

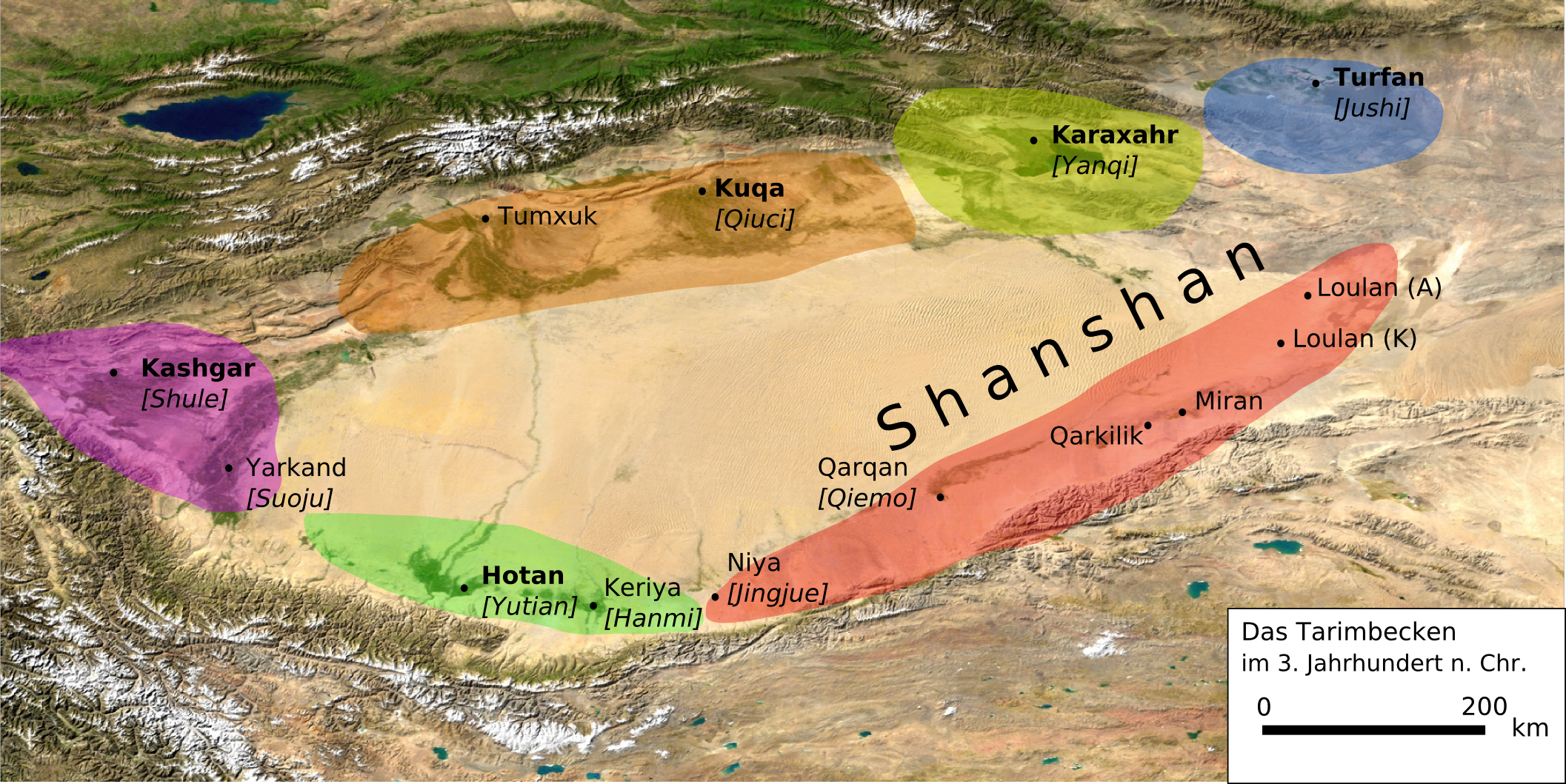
Карта, показывающая расположение Турфана (вверху справа) на Шёлковом пути

Большое количество воды было очень важно для Турфана. Город оазиса мог обслуживать множество караванов на Великом шёлковом пути. Караванам нужны были пастбища для животных, места отдыха, базары, еда и водоснабжение.

## Угроза глобального потепления
В Синьцзяне насчитывается 20 000 ледников — это число составляет почти половину ледников в Китае. Вода, поступающая из ледников через подземные каналы, обеспечивала регион водой в течение всего года, независимо от времени года. Однако с 1950-х годов ледники Синьцзяна сократились на 21-27 процентов из-за глобального потепления и поставили под угрозу сельскохозяйственную продуктивность региона.

## Галерея

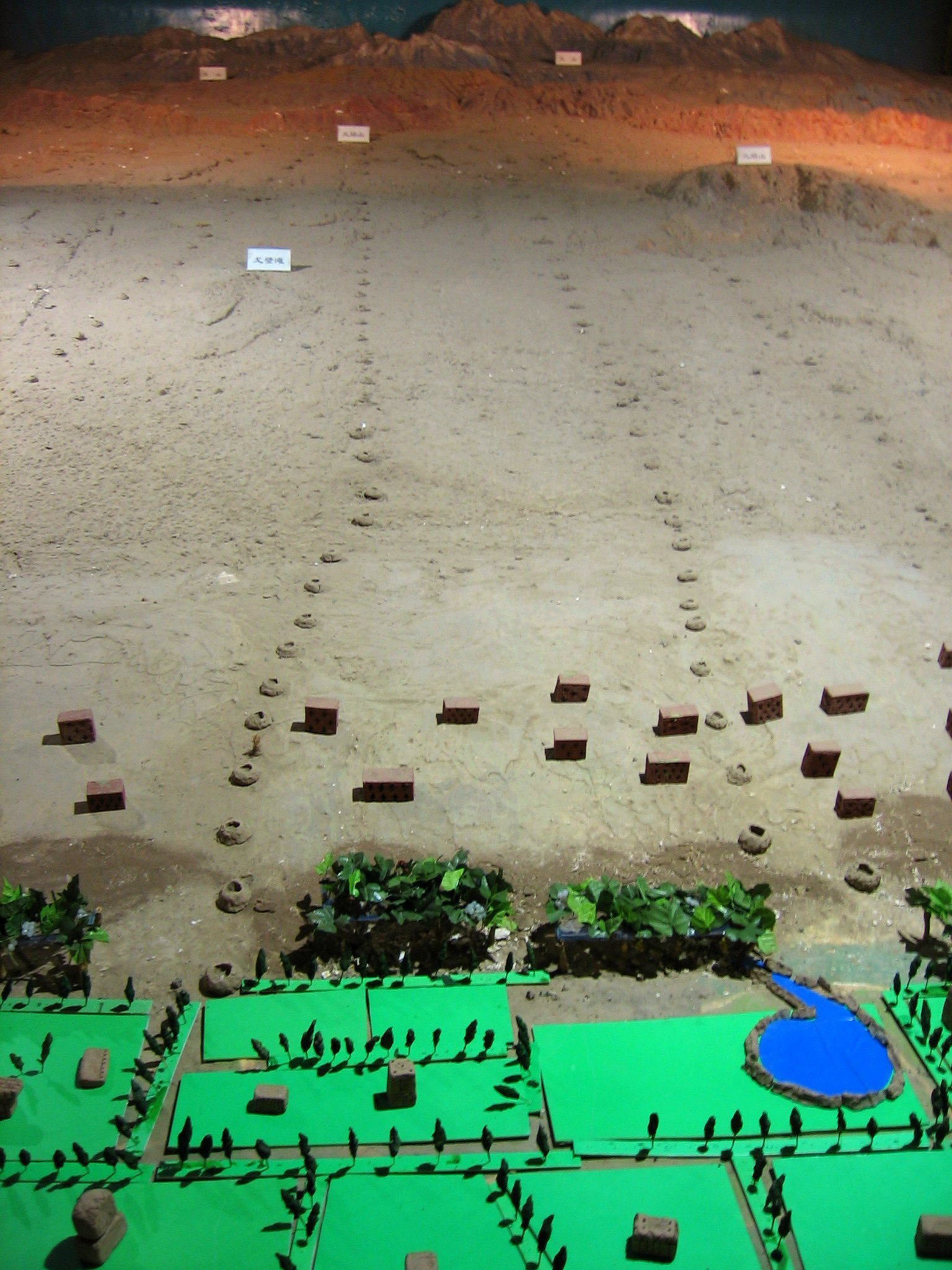
Модель системы водоснабжения Турфана в Музее воды Турфана: вода собирается из гор и направлялась под тоннелям на поля